# Rivière Manouaniche
La rivière Manouaniche est un affluent de la rivière Manouane, coulant dans le territoire non organisé du Mont-Valin, dans la municipalité régionale de comté de Le Fjord-du-Saguenay, dans la région administrative de Saguenay-Lac-Saint-Jean, dans la Province de Québec, au Canada.
Le bassin versant de la rivière Manouaniche est desservie par la route forestière R0253 (sens nord-sud) laquelle dessert la partie supérieure de la vallée de la rivière Shipshaw et la vallée de la rivière Manouane,,.
La foresterie constitue la principale activité économique du secteur ; les activités récréotouristiques, en second.
La surface de la rivière Manouaniche est habituellement gelée de la fin novembre au début avril, toutefois la circulation sécuritaire sur la glace se fait généralement de la mi-décembre à la fin mars.

## Géographie
La rivière Manouaniche prend sa source à l’embouchure au barrage Ouest du lac Pamouscachiou lequel est intégré au réservoir Pipmuacan. Cette source est située dans le territoire non organisé de Mont-Valin à 20,2 km au nord du barrage à l’embouchure (côté sud) du lac Pamouscachiou, à 15,4 km au sud-est de l’embouchure de la rivière Manouaniche, à 82,4 km à l'ouest du barrage de la centrale Bersimis-1 et à 21,1 km au nord-est de l’embouchure de la rivière Manouane,.
À partir du barrage du réservoir Pipmuacan (lac Pamouscachiou), la rivière Manouaniche coule sur 18,6 km, entièrement en zone forestière, selon les segments suivants :
- 4,2 km vers le nord-ouest notamment en traversant sur 2,4 km le lac Philippe (longueur : 1,5 km ; altitude : 380 m) et le lac Brûlé (longueur : 1,3 km ; altitude : 380 m) sur sa pleine longueur, jusqu’à son embouchure ;
- 4,0 km vers le nord-est notamment en traversant sur 3,8 km le lac Mélonèze (longueur : 4,6 km ; altitude : 380 m) jusqu’à son embouchure ;
- 4,1 km vers le nord-ouest en traversant quelques petits lacs, jusqu’à la décharge (venant du nord) d’un lac non identifié ;
- 6,3 km vers le l'ouest, puis le nord-ouest dans une vallée encaissée jusqu’à l’embouchure de la rivière[2].

La rivière Manouaniche se déverse sur la rive est de la rivière Manouane.
L'embouchure naturelle de la rivière Manouaniche est située à :
- 9,8 km à l'ouest du réservoir Pipmuacan ;
- 39,0 km au sud-est de l’embouchure du lac Péribonka ;
- 30,4 km au nord-ouest du barrage à l’embouchure du lac Pamouscachiou ;
- 15,9 km au nord de l'embouchure de la rivière Manouane ;
- 122,7 km au nord-est de l’embouchure de la rivière Péribonka (confluence avec le lac Saint-Jean[2],[6]

## Toponymie
Le terme « Manouaniche » est un dérivé du toponyme « rivière Manouane ».
Le toponyme « rivière Manouaniche » a été officialisé le 5 décembre 1968 à la Banque des noms de lieux de la Commission de toponymie du Québec.